# Trout River (hameau)
Pour les articles homonymes, voir Trout River.
Le hameau de Trout River regroupe une soixantaine de personnes et une vingtaine de demeures et est situé de part et d'autre de la rivière Trout dans la municipalité d'Elgin au Québec, près de la frontière de l'État de New York.
L'endroit est connu pour son poste de douanes frontalier portant le nom de Trout-River, un terrain de golf et pour le Barrage St-Onge.
La Commission de toponymie du Québec a reconnu le toponyme Trout River en tant que hameau, le 13 décembre 1988.
Directement de l'autre côté de la frontière américaine, nous retrouvons un autre hameau portant le nom de Trout River.  Dans ce cas-ci, on réfère généralement à l'endroit sous le toponyme Trout River, New York.

## Histoire

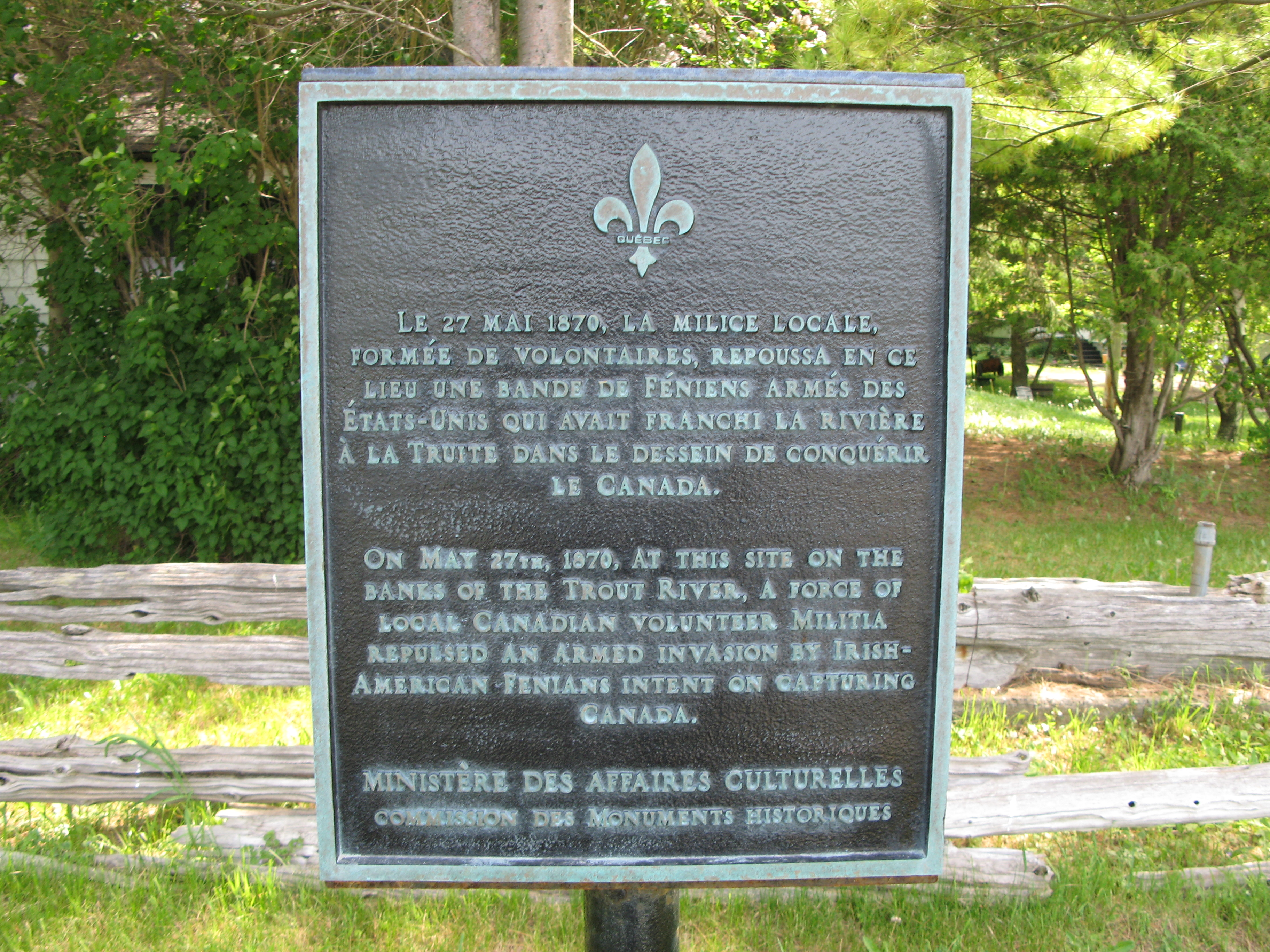
Plaque rappelant les évènements du 27 mai 1870 survenus au hameau de Trout-River.

Une plaque, commémore les évènements du 27 mai 1870, alors qu'une bande de "Féniens" franchir la rivière à la truite dans le dessein de conquérir le Canada.
Texte intégral:
« Le 27 mai 1870, la milice locale, formée de volontaires, repoussa en ce lieu une bande de Féniens armés des États-Unis qui avait franchi la rivière à la Truite dans le dessein de conquérir le Canada.
On May 27th, 1870, at this site on the banks of the Trout River, a force of Canadian volunteers militia repulsed an armed invasion by Irish-American Fenians intent on capturing Canada.
Ministère des Affaires culturelles
Commission des Monuments historiques »